# 卡洛琳·克里亞朵·佩雷茲
卡洛琳·克里亞朵·佩雷茲（1984年6月11日—）是一位巴西出生的英国女性主義作家、记者和活动家，主要作品有《被隐形的女性：从各式数据看女性受到的不公对待，消弭生活、职场、设计、医疗中的各种歧视》（Invisible Women: Exposing Data Bias in a World Designed for Men，获2019年英国皇家学会科学图书奖）等。